# Фалатсе, Мфо
Мфо Фалатсе (англ. Mpho Phalatse; род. 7 ноября 1977) — южноафриканский государственный и политический деятель. Мэр Йоханнесбурга (22 ноября 2021 года — 26 января 2023 года), стала первой чернокожей женщиной на этой должности и второй женщиной после Джесси Макферсон, работавшей с 1945 по 1946 год. Член Демократического альянса.
С 2016 по 2019 год была членом комитета мэра Йоханнесбурга по здравоохранению и социальному развитию.

## Ранняя жизнь и карьера
Родилась 7 ноября 1977 года в Претории. Жила со своей бабушкой в течение первых нескольких лет своей жизни, прежде чем переехала к родителям в Мабопане, где они работали педагогами. В 1995 году поступила в Витватерсрандский университет, чтобы изучать химическую инженерию. Во время второго года обучения она решила, что хочет стать врачом, и поступила в Университет Сефако Макгато, который окончила со степенью бакалавра медицины. Стала врачом в 2005 году и проходила стажировку в больнице Тембиса. Затем выполняла общественные работы в Хамманскраале, а затем работала и в больнице Jubilee Hosipital.
После начала изучать управление проектами в колледже Крэнфилда во время выполнения общественных работ. Затем получила диплом высшего образования в области управления проектами и программами. В 2011 году поступила на степень магистра медицины в Витватерсрандский университет.
Является сертифицированным независимым медицинским экспертом Американского совета независимых медицинских экспертов. Была врачом скорой медицинской помощи в Центре общественного здравоохранения Александры, а также врачом по оказанию помощи жертвам сексуального насилия в больнице Фар-Ист-Рэнда, в то время членом Комитета по профессиональному поведению Совета медицинских профессий Южной Африки.

## Политическая карьера
В 2016 году присоединилась к Демократическому альянсу и была избрана в городской совет Йоханнесбурга. Новоизбранный мэр Херман Машаба назначил её членом комитета мэра по здравоохранению и социальному развитию.
12 июня 2018 года Херман Машаба отстранил её от должности после того, как она сказала, что «город [Йоханнесбург] и она сама теперь друзья Израиля». Была восстановлена в должности 26 июня 2018 года. Работала в мэрии, пока Херман Машаба не покинул должность мэра в ноябре 2019 года.

## Мэр города

### Выборы
23 августа 2021 года лидер Демократического альянса Джон Стинхейзен объявил, что Мфо Фалатсе была выбрана кандидатом от партии на должность мэра городского округа Йоханнесбурга на выборах в местные органы власти 1 ноября 2021 года. Ни одна из партий не получила большинства мест, а поддержка Демократического альянса в городе снизилась почти на 12 %.
На первом заседании совета 22 ноября 2021 года Мфо Фалатсе была избрана мэром городского округа Йоханнесбурга. Она получила 144 из 265 голосов при голосовании на должность мэра в совете, победив кандидата от АНК, действующего мэра Мфо Моеране, который получил только 121 голос. Мфо Фалатсе была избрана при помощи более маленьких по численности партий, таких как «Борцы за экономическую свободу», «Фронт свободы плюс» и ActionSA. Она первая женщина, занявшая должность мэра городского округа (созданного в 2000 году), первая чернокожая женщина-мэр Йоханнесбурга и вторая женщина после Джесси Макферсон, работавшей с 1945 по 1946 год.

### Пребывание в должности
26 ноября 2021 года ввела мораторий на заполнение вакантных должностей и продление трудовых договоров в городе Йоханнесбург. Во время приветственной речи на должности мэра 3 декабря 2021 года советники АНК перебили её выступление и потребовали, чтобы она отказалась от предыдущих комментариев, которые она сделала в поддержку Израиля, но Мфо Фалатсе не уступила их требованиям.
13 декабря 2021 года объявила о формировании многопартийного мэрского комитета из десяти человек. Демократический альянс получил только четыре портфеля в комитете мэра, а ActionSA — три портфеля. «Африканская христианско-демократическая партия», «Партия свободы Инката» и «Фронт свободы плюс» получили по одному портфелю каждая. Она сказала, что Демократическому альянсу удалось сформировать коалиционное правительство большинства из десяти партий, в общей сложности 136 из 270 мест в совете, что составляет абсолютное большинство. В начале января 2022 года «Аль-Джама-а» вышла из коалиционного соглашения из-за поддержки Израиля со стороны Демократического альянса, в результате коалиция потеряла статус большинства в совете. 17 января 2022 года лидер фракции «Патриотического альянса» в городе Йоханнесбург Эшли Солс объявила, что партия заключила соглашение о разделе власти с Демократическим альянсом в округе. Коалиционное правительство теперь имеет 140 мест, значительное большинство мест в совете. В феврале 2022 года Эшли Солс была приведена к присяге в качестве члена мэрского комитета по здравоохранению и социальному развитию, заменив Франко де Ланге из «Фронта свободы плюс», который добровольно ушёл в отставку.
17 января 2022 года Мфо Фалатсе и мэр Милана Джузеппе Сала были избраны заместителями председателя Руководящего комитета C40, руководящего органа, обеспечивающего тактическое руководство сетью из 97 городов, занимающихся решением глобального климатического кризиса.

## Личная жизнь
Не замужем, имеет троих детей.